# Alessandro Roberto
Alessandro Roberto (né le 22 mai 1977 à Verceil, dans la province du même nom, au Piémont) est un skieur alpin italien.

## Palmarès

### Coupe du monde
- Meilleur classement final: 59e en 2003.
- Meilleur résultat: 7e.